# 第29屆香港電影金像獎
第29屆香港電影金像獎（英語：29th Hong Kong Film Awards）於2010年4月18日晚上在尖沙咀香港文化中心舉行，大會共頒發21個獎項。今屆頒獎禮的司儀是鄭丹瑞，並由倪秉郎擔任宣讀提名名單報幕員。是次金像獎的大贏家是《十月圍城》，共取得八個獎項。

## 记者会
大会于2月9日举行记者会，由张家辉、鲍起静、何超仪担任嘉宾，联同金像奖董事局代表曾志伟、陈嘉上等公布本届金像奖入围名单。

## 提名及獲獎名單

### 最佳新演員
^  注解*：原本王柏傑憑《十月圍城》角逐，因未能符合資格，由陳法拉補上。

## 獎項統計
注：以下不含「最佳亞洲電影」之部分
| 數目 | 電影名稱                                                               |
| 獲獎 |                                                                        |
| 8    | 十月圍城                                                               |
| 4    | 歲月神偷                                                               |
| 1    | 心魔、意外、竊聽風雲、赤壁：決戰天下、風雲II、音樂人生                 |
| 提名 |                                                                        |
| 18   | 十月圍城                                                               |
| 13   | 赤壁：決戰天下                                                         |
| 6    | 竊聽風雲、歲月神偷                                                     |
| 5    | 淚王子、風雲II                                                         |
| 4    | 音樂人生、新宿事件、意外                                               |
| 3    | 天水圍的夜與霧、白銀帝國                                               |
| 2    | 再生號、殺人犯、花木蘭、游龍戲鳳、錦衣衛                               |
| 1    | 心魔、Laughing Gor之變節、復仇、舞吧！昴、麥兜响噹噹、機器俠、明媚時光 |

### 金像獎電影
| 電影           | 獎項 |
| -------------- | --- |
| 十月圍城       | 最佳電影、最佳導演、最佳男配角、最佳攝影 最佳美術指導、最佳服裝造型設計、最佳動作設計、最佳原創電影音樂 |
| 歲月神偷       | 最佳編劇、最佳男主角、最佳新演員、最佳原創電影歌曲                                                      |
| 心魔           | 最佳女主角                                                                                              |
| 意外           | 最佳女配角                                                                                              |
| 竊聽風雲       | 最佳剪接                                                                                                |
| 赤壁：決戰天下 | 最佳音響效果                                                                                            |
| 風雲2          | 最佳視覺效果                                                                                            |
| 音樂人生       | 新晉導演                                                                                                |

## 记事
- 《十月圍城》原本獲得19項提名，但在最佳新演員一項中，原本獲得提名的王柏傑因不符合大會參賽資格而被取消資格，改由《Laughing Gor之變節》的陳法拉補上。[3]儘管如此，擁有18項提名的《十月圍城》，依然是迄今得到最多金像獎提名的電影。
- 這次的頒獎禮與內地的2010年玉樹地震只是相隔4天，香港人黃福榮在地震中捨身救人，故在頒獎禮正式開始前，全場肅立为死难同胞默哀，为救人英雄致敬。
- 本届金像奖首度取消了颁奖典礼后的庆功宴。

## 表演嘉賓
李宇春、阿蘭、The Pancakes、李治廷演唱提名歌曲。樊少皇表演功夫和許志安、蕭敬騰、LMF演唱歌曲紀念李小龍。

## 緬懷
本屆的緬懷環節由鄭丹瑞引言，歌手謝安琪演唱鄭中基經典歌曲「星光伴我心」，下列辭世的電影工作者出現在短片中。
- 羅君雄（導演）
- 何夢華 （導演）
- 梁志華（導演）
- 胡樹儒（導演）
- 胡小峰（導演）
- 井上梅次（導演）
- 葉紹德（編劇）
- 吳邨（編劇）
- 陳漢銘（編導）
- 香海（演員）
- 林尚義（演員）
- 紅荳子（演員）
- 石堅（演員）
- 成奎安 （演員）
- 劉戀 （演員）
- 林蛟（演員）
- 陳鴻烈（演員）
- 鍾偉明（演員、場記）
- 吳鶯音 （歌手、演員）
- 方盈 （演員、美術指導）
- 尹志強 （演員）
- 張沖（導演、演員）
- 凌禮文 （演員）
- 宮粉紅（演員）
- 馮琳 （演員）
- 高超（演員）
- 狄娜（演員）
- 翟堂 （攝影）
- 葉君燦（攝影）
- 黃敏（燈光）
- 劉根（燈光）
- 英姐（服裝助理）
- 宋明（剪接）
- 王公慶（泥工）
- 李仿（木工）
- 陳南（木工）
- 陳鰲（木工）
- 鄺振森（道具）
- 李養（道具）
- 全芝（宣傳）
- 李秀容（置景）
- 陳容科（總務）

## 媒體播放
- 现场直播：香港亞洲電視本港台及亞洲高清台、now香港台、香港電台第二台、新浪娱乐。
- 延时直播：CCTV-6（当晚22:00播出）

## 香港收视率
當晚，亞洲電視本港台取得9點平均收視，於頒發時最佳電影時取得最高收視15.2點，成為亞洲電視近兩年最高收視的節目。

## 外部連結
- 第二十九屆香港電影金像獎得獎名單新版 （页面存档备份，存于）
- 第二十九屆香港電影金像獎得獎名單舊版 （页面存档备份，存于）